# クリスエス
クリスエス（Kris S.、1977年 - 2002年）はアメリカ合衆国の競走馬、種牡馬である。現役時代は5戦3勝と目立った成績ではないが、種牡馬として多くの活躍馬を出した。

## 現役時代
当時人気を誇ったロベルトの直仔ということもあって、2歳時にのカリフォルニアのトレーニングセールに上場された際は14万ドル（当時の日本円で3080万円)で売却されるなどある程度期待されていた。ただし、競走馬としての成績は平凡で、重賞未勝利で重賞での順位は4着が最高であった。主な勝ち鞍は3歳初戦のブラッドバリーステークス。サンフェリペステークスの直後に屈腱炎を発症して引退。

## 種牡馬
通常種牡馬入りできるような競走成績ではなかったがロベルト直仔である点と伸びのある雄大な馬格が評価されて引退後は種牡馬入り。レース実績が不足していたことで初年度の種付け料は3500ドル（約84万円）だった。
1986年生まれのブリーダーズカップ・ターフ優勝馬プライズドが初期の代表産駒。だが、80年代にはそれ以外にさしたる馬はいない。クリスエスの種牡馬成績は90年代に入ってから上昇し始め、クリスキン、キッケンクリスなどの活躍馬を数多く輩出し、1993年の北米リーディングサイアーに輝いた。日本ではシンボリクリスエスの父として有名。2001年の種付け料は当時の北米でストームキャット（40万ドル）に次ぐ15万ドル（約1800万円）となった。2002年に死亡するまで活躍馬を出し続けた。産駒はダートでも好成績を残しているが、芝の中距離を得意とする馬が多い。更に子のアーチがBCクラシック優勝馬Blameを出すなど種牡馬の父としても一定の成功を収めている。

### おもな産駒
- 1985年産
  - イヴニングクリス （Evening Kris）（ジェロームハンデキャップ）
- 1986年産
  - プライズド（Prized）（ブリーダーズカップ・ターフ、サンルイレイステークス）
  - ストックスアップ（*Stocks Up）（ハリウッドスターレットステークス）
- 1987年産
  - シュバルヴォラント（Cheval Volant）（ハリウッドスターレットステークス、ラスヴァージネスステークス）
- 1990年産
  - ハリウッドワイルドキャット（Hollywood Wildcat）（ハリウッドオークス、ブリーダーズカップ・ディスタフ、ゲイムリーハンデキャップ）
  - キッシンクリス（Kissin Kris）（ハスケル招待ハンデキャップ）
- 1991年産
  - ブロッコ（Brocco）（ブリーダーズカップ・ジュヴェナイル、サンタアニタダービー）
  - ユーアンドアイ（You and I）（メトロポリタンハンデキャップ）
- 1995年産
  - ソアリングソフトリー（Soaring Softly）（フラワーボウル招待ハンデキャップ、ブリーダーズカップ・フィリー&メアターフ）
  - アーチ （Arch）（スーパーダービー）
  - ドクターフォング（Dr.Fong）（セントジェームズパレスステークス）
- 1997年産
  - クドス（Kudos）（オークローンハンデキャップ）
- 1998年産
  - ウィットモアズコン（Whitmore's Conn）（ソードダンサーハンデキャップ）
- 1999年産
  - シンボリクリスエス（天皇賞（秋）2回、有馬記念2回）
- 2000年産
  - クリスキン（Kris Kin）（英ダービー）
  - キッケンクリス（Kicken Kris）（セクレタリアトステークス、アーリントンミリオン）
- 2001年産
  - ロックハードテン（Rock Hard Ten）（マリブステークス、サンタアニタハンデキャップ）
  - アクションディスデイ（Action This Day）（ブリーダーズカップ・ジュヴェナイル）

### 母の父としてのおもな産駒
母の父としてのおもな産駒は以下のとおり。
- 1995年産
  - Ladies Din（エディーリードハンデキャップ、シューメイカーブリーダーズカップマイルステークス）
- 1997年産
  - War Chant（ブリーダーズカップ・マイル）
- 2002年産
  - Student Council（パシフィッククラシックステークス、ピムリコスペシャルハンデキャップ）
  - Sweet Catomine（サンタアニタオークス、ブリーダーズカップ・ジュヴェナイルフィリーズ、デルマーデビュータントステークス）
- 2003年産
  - Balance（サンタマルガリータインビテーショナルハンデキャップ、サンタアニタオークス、ラスヴァージネスステークス）
- 2004年産
  - Zenyatta（アップルブロッサムハンデキャップ、ヴァニティーハンデキャップ3回、レディーズシークレットステークス3回、ブリーダーズカップ・レディーズクラシック、クレメント・Ｌ・ハーシュステークス2回、ブリーダーズカップ・クラシック、サンタマルガリータインビテーショナルハンデキャップ、アップルブロッサムインビテーショナル）
  - Rite of Passage（ゴールドカップ）
- 2005年産
  - Life Is Sweet（サンタマルガリータインビテーショナルハンデキャップ、ブリーダーズカップ・レディーズクラシック）
- 2008年産
  - Marketing Mix（ゲイムリーステークス、ロデオドライブステークス）
- 2009年産
  - Fiesolana（メイトロンステークス）
- 2013年産
  - Time and Motion（クイーンエリザベス2世チャレンジカップステークス）

## 血統表
| クリスエスの血統（ロベルト系 / Bull Dog (Sir Gallahad) 5×5×4=12.50%、Blue Larkspur 5×5=6.25%、Nearco 5×5=6.25%） | クリスエスの血統（ロベルト系 / Bull Dog (Sir Gallahad) 5×5×4=12.50%、Blue Larkspur 5×5=6.25%、Nearco 5×5=6.25%） | クリスエスの血統（ロベルト系 / Bull Dog (Sir Gallahad) 5×5×4=12.50%、Blue Larkspur 5×5=6.25%、Nearco 5×5=6.25%） | （血統表の出典）   | （血統表の出典） |
| 父 Roberto 1969 鹿毛                                                                                             | 父の父Hail to Reason 1958 黒鹿毛                                                                                 | Turn-to | Royal Charger      | Royal Charger    |
| 父 Roberto 1969 鹿毛                                                                                             | 父の父Hail to Reason 1958 黒鹿毛                                                                                 | Turn-to | Source Sucree      |                  |
| 父 Roberto 1969 鹿毛                                                                                             | 父の父Hail to Reason 1958 黒鹿毛                                                                                 | Nothirdchance | Blue Swords        | Blue Swords      |
| 父 Roberto 1969 鹿毛                                                                                             | 父の父Hail to Reason 1958 黒鹿毛                                                                                 | Nothirdchance | Galla Colors       |                  |
| 父 Roberto 1969 鹿毛                                                                                             | 父の母Bramalea 1959 黒鹿毛                                                                                       | Nashua | Nasrullah          | Nasrullah        |
| 父 Roberto 1969 鹿毛                                                                                             | 父の母Bramalea 1959 黒鹿毛                                                                                       | Nashua | Segula             |                  |
| 父 Roberto 1969 鹿毛                                                                                             | 父の母Bramalea 1959 黒鹿毛                                                                                       | Rarelea | Bull Lea           | Bull Lea         |
| 父 Roberto 1969 鹿毛                                                                                             | 父の母Bramalea 1959 黒鹿毛                                                                                       | Rarelea | Bleebok            |                  |
| 母 Sharp Queen 1965 鹿毛                                                                                         | 母の父Princequillo 1940 鹿毛                                                                                     | Prince Rose | Rose Prince        | Rose Prince      |
| 母 Sharp Queen 1965 鹿毛                                                                                         | 母の父Princequillo 1940 鹿毛                                                                                     | Prince Rose | Indolence          |                  |
| 母 Sharp Queen 1965 鹿毛                                                                                         | 母の父Princequillo 1940 鹿毛                                                                                     | Cosquilla | Papyrus            | Papyrus          |
| 母 Sharp Queen 1965 鹿毛                                                                                         | 母の父Princequillo 1940 鹿毛                                                                                     | Cosquilla | Quick Thought      |                  |
| 母 Sharp Queen 1965 鹿毛                                                                                         | 母の母Bridgework 1955 黒鹿毛                                                                                     | Occupy | Bull Dog           | Bull Dog         |
| 母 Sharp Queen 1965 鹿毛                                                                                         | 母の母Bridgework 1955 黒鹿毛                                                                                     | Occupy | Miss Bunting       |                  |
| 母 Sharp Queen 1965 鹿毛                                                                                         | 母の母Bridgework 1955 黒鹿毛                                                                                     | Feale Bridge | Gold Bridge        | Gold Bridge      |
| 母 Sharp Queen 1965 鹿毛                                                                                         | 母の母Bridgework 1955 黒鹿毛                                                                                     | Feale Bridge | Tolerate F-No.10-a |                  |